# Force de défense aérienne mongole
La Force de défense aérienne mongole (Монгол Улсын Агаарын Довтолгооноос Хамгаалах Цэргийн Хүчин) est la composante aérienne des Forces armées de la Mongolie.

## Histoire
Durant l'existence de l’Union soviétique, le ciel de la Mongolie était sous protectorat des Forces aériennes soviétiques. Celle-ci y entretenait plusieurs bases aériennes. Mais à la suite de l’effondrement du Mur de Berlin, l’espace aérien mongol a été en partie délaissé, hormis un contrôle ponctuel de l'Armée de l'air russe.
Le premier embryon de l’Armée de l’air mongole est créé le 25 mai 1925 avec l’entrée en service d’un Junkers F 13, le premier avion de la République populaire mongole, appuyée par l'aviation soviétique. En mars 1931, l’URSS donne 3 Polikarpov R-1 a l'Armée populaire de Mongolie (en) qui sert en 1932 lors d'une révolte populaire.
En 1937, la force aérienne est renommée Corps aérien de la république populaire de Mongolie. Son plus grand combat est la bataille de Khalkhin Gol où elle joue le rôle d'appoint à l'Armée rouge contre les forces japonaises.
Au cours de la Seconde Guerre mondiale, les Soviétiques fournissent des Polikarpov I-15, I-16, Yak-9 et Iliouchine Il-2. 
En 1966, les premières batteries de missiles sol-air entrent en service. Le Corps aérien est renommé Force aérienne de la République populaire de Mongolie. 
Le MiG-17, le premier avion à réaction de l'armée mongole entre en service en 1970 et cela jusqu'au milieu des années 1970 avant d'être rejoint par des MiG-21, des Mi-8 et des Kamov Ka-26. 
En 1981, l'ingénieur aérospatial Jugderdemidiin Gurracha devient le premier Mongol à aller dans l’espace grâce au programme Intercosmos.
Après la fin de la guerre froide, elle est renommée en 1992/1993 Force de défense aérienne mongole, mais est immobilisée au sol du fait du manque de carburant et de pièces de rechange.

## Aéronefs

### Appareils en service
Les appareils en service en 2022 sont les suivants :
| Aéronefs                  | Origine          | Type                                       | En service      | Versions        | Notes                                           |
| Avion de combat           | Avion de combat  | Avion de combat                            | Avion de combat | Avion de combat | Avion de combat                                 |
| ------------------------- | ---------------- | ------------------------------------------ | --------------- | --------------- | ----------------------------------------------- |
| Mikoyan-Gourevitch MiG-29 | Russie           | Avion multirôle                            | 2               | MiG-29UB        | Réceptionné le 26 novembre 2019                 |
| Soukhoï Su-27             | Russie           | Avion de chasse et de supériorité aérienne | 4               | Su-27           | 4 Su-27 en juin 2016. Information non confirmée |
| Avion de transport        |                  |                                            |                 |                 |                                                 |
| Antonov An-26             | Union soviétique | Avion de transport                         | 3               |                 |                                                 |
| Hélicoptère               |                  |                                            |                 |                 |                                                 |
| Mil Mi-8                  | Union soviétique | Hélicoptère de transport                   | 11              | Mi-8T           |                                                 |
| Mil Mi-17                 | Russie           | Hélicoptère de transport lourd             | 2               | Mi-171          |                                                 |
| Mil Mi-24                 | Russie           | Hélicoptère d'attaque                      | 10              | Mi-24V          |                                                 |
| Eurocopter EC135          | France           | Hélicoptère de sauvetage                   | 1+              | EC135           |                                                 |

### Acquisitions
Début 2022, la Mongolie achète des hélicoptères de sauvetages Airbus. La direction de la coopération et de sécurité française contribue à la formation d'un groupement de moyens aériens.